# Rhaphidospora
Rhaphidospora, biljni rod iz porodice primogovki smješten u tribus Justicieae, dio potporodice Acanthoideae. Sastoji se od 8 vrsta iz Papuazije, Malezije i Australije. . Opisan je u Plantae Asiaticae Rariores 3: 77, 115. 1832.

## Etimologija
Naziv Rhaphidospora dolazi od grčkih korijena, gdje "rhaphis" znači "iglica", a "spora" znači "sjeme". To odražava karakteristične igličaste strukture biljke prisutne u njezinim reproduktivnim značajkama. 

## Opis
Grmovi ili zeljaste biljke, prisutni cistoliti, ponekad s kratkim, trnastim grančicama duž glavnih osi. Listovi sjedeći u pazušnim grozdovima. Cvatovi aksilarni grozdovi od 1-5 cvjetova, obično s 1 cvijetom koji sazrijeva odjednom; peteljke duge, često dihotomne; brakteje i brakteole male. Dijelovi čaške 5. Cijev vjenčića gore šira sa 2 uzdužna nabora, 2–usnena; gornja usna uspravna i plitko urezana, donja usna uvučena i 3-režnjevita. Prašnici 2. Jajnik s 2 ovula po lokulusu. Kapsula u obliku batine; sjemenki 4, s tvrdim, čunjastim tuberkulama po cijelom dijelu. 

## Vrste
1. Rhaphidospora bonneyana (F.Muell.) R.M.Barker; Australija (Queensland, Novi Južni Wales)
2. Rhaphidospora cavernarum (F.Muell.) R.M.Barker; Australija (Queensland)
3. Rhaphidospora javanica Bremek.; Java
4. Rhaphidospora luzonensis (C.B.Clarke) Bremek.; Filipini (Luzon, Mindoro, Catanduanes, Panay, Bohol, Leyte, Samar)
5. Rhaphidospora medullosa Bremek.; Java
6. Rhaphidospora membranifolia Miq.; Java
7. Rhaphidospora novoguineensis Valeton; Nova Gvineja (Irian Jaya)
8. Rhaphidospora platyphylla (S.Moore) Bremek. ex A.R.Bean; Nova Gvineja (Papua Nova Gvineja)